# Смолин, Ефим (стекловар)
Ефим Смолин — русский мастер стекольных дел, считается изобретателем гранёного стакана.

## Биография
Ефим Смолин жил между XVII и XVIII веками на территории России, ныне современной Владимирской области.
Он считается автором гранёного стакана, хотя происхождение такого стакана в России доподлинно неизвестно. Распространена точка зрения, что в России гранёные стаканы начали делать в эпоху Петра I и одним из первых стекловаров его производство освоил Ефим Смолин.
Согласно легенде, Смолин преподнес граненый стакан Петру Великому с уверением, что такой стакан невозможно разбить, так как он был выполнен не плоской округлой, а гранёной формы. Петр, решив испробовать подарок в деле, выпил из него, после чего со словами «Стакану быть» — бросил его на землю. Стакан, однако, разбился, но царь не рассердился и возникли слухи, что он сказал «Стаканы бить», после чего в народе появилась традиция разбивать стеклянные ёмкости в процессе застолья, что, в свою очередь, приносит удачу.